# Krill
Krill bezeichnet marine garnelenförmige Krebstiere der Ordnung Euphausiacea. Sie sind Teil des Planktons (Zooplanktons).

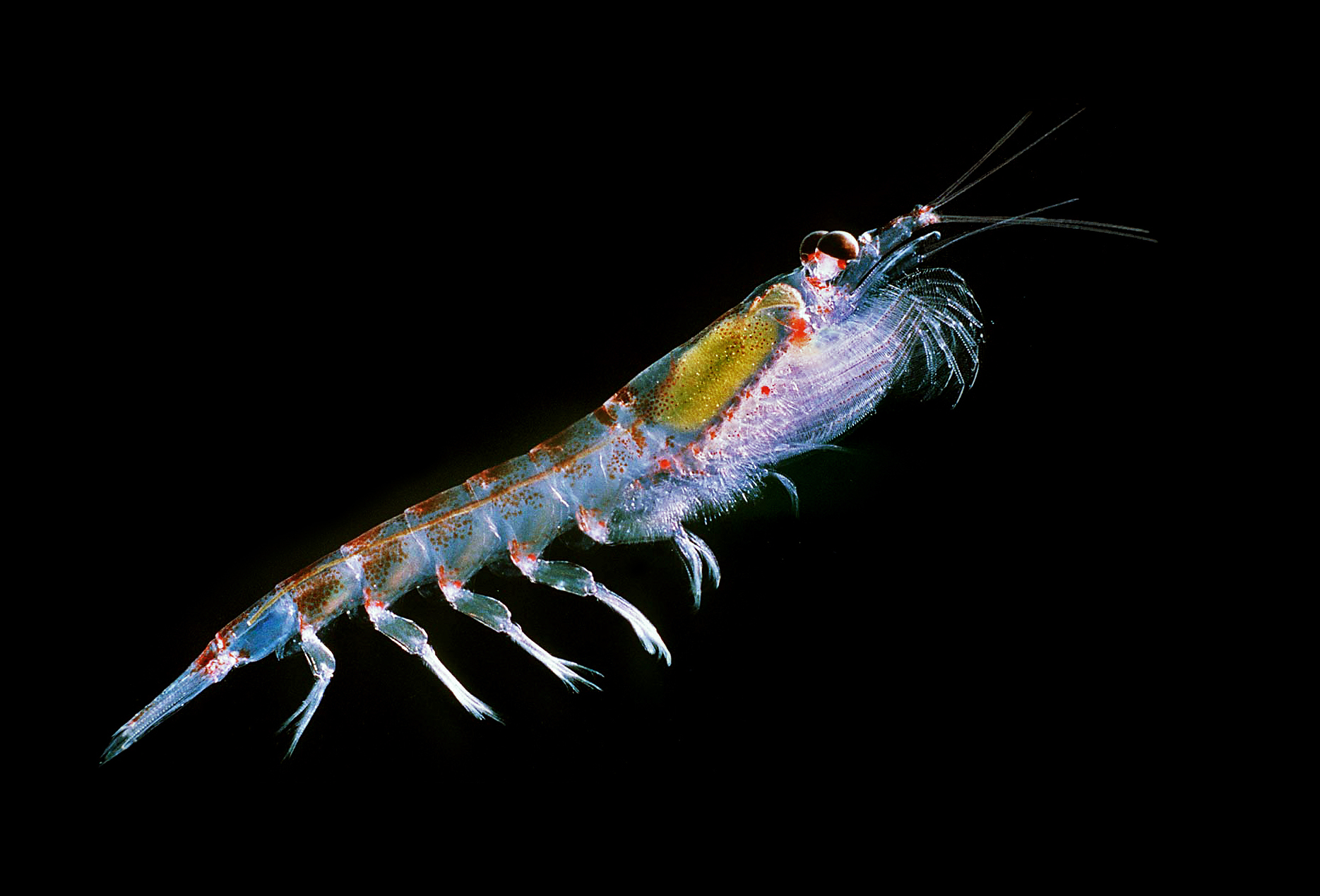
Antarktischer Krill

Die bekannteste Art ist der Antarktische Krill (Euphausia superba Dana). Krill bildet riesige Schwärme. Vom Menschen wird Krill inzwischen umfangreich verwertet: nicht nur als Nahrungsmittel, sondern auch in der Kosmetikindustrie, zur Arzneimittelherstellung und in der Alternativmedizin (insbesondere Krill-Öl) sowie als Futtermittel in Fischfarmen.

## Etymologie
Das Wort „Krill“ stammt aus dem Norwegischen. Es soll sich von dem heute ungebräuchlichen niederländischen Ausdruck „kriel“ für „eine kleine Sache“ ableiten (heute noch verwendet für Zwerghühner und kleine Kartoffeln). Norwegische Walfänger verwendeten diesen Ausdruck für die Kleinkrebse, die sie beim Walfang massenhaft in den Mägen erbeuteter Wale, insbesondere des Blauwals, antrafen; sie unterschieden dabei großen oder „storkrill“ (Meganyctiphanes norvegica) und kleinen oder „smaakrill“ (Thysanoessa-Arten, besonders Thysanoessa inermis). Der Ausdruck wurde später auf den Antarktischen Krill übertragen.